# Norops simmonsi
Norops simmonsi är en ödleart som beskrevs av  Holman 1964. Norops simmonsi ingår i släktet Norops och familjen Polychrotidae. Inga underarter finns listade i Catalogue of Life.